# Sant Paul de Tartàs
Saint-Paul-de-Tartas és un municipi francès situat al departament de l'Alt Loira i a la regió d'Alvèrnia-Roine-Alps. L'any 2007 tenia 194 habitants.

## Demografia

### Població
El 2007 la població de fet de Saint-Paul-de-Tartas era de 194 persones. Hi havia 87 famílies de les quals 29 eren unipersonals (17 homes vivint sols i 12 dones vivint soles), 29 parelles sense fills i 29 parelles amb fills.
La població ha evolucionat segons el següent gràfic:
Habitants censats

### Habitatges
El 2007 hi havia 247 habitatges, 87 eren l'habitatge principal de la família, 157 eren segones residències i 4 estaven desocupats. 245 eren cases i 2 eren apartaments. Dels 87 habitatges principals, 83 estaven ocupats pels seus propietaris, 3 estaven llogats i ocupats pels llogaters i 1 estava cedit a títol gratuït; 1 tenia una cambra, 3 en tenien dues, 8 en tenien tres, 27 en tenien quatre i 47 en tenien cinc o més. 59 habitatges disposaven pel capbaix d'una plaça de pàrquing. A 38 habitatges hi havia un automòbil i a 31 n'hi havia dos o més.

### Piràmide de població
La piràmide de població per edats i sexe el 2009 era:
| Homes | Edats   | Dones |
| ----- | ------- | ----- |
| 0     | 95 o +  | 0     |
| 0     | 90 a 94 | 0     |
| 0     | 85 a 89 | 8     |
| 4     | 80 a 84 | 0     |
| 4     | 75 a 79 | 8     |
| 12    | 70 a 74 | 16    |
| 20    | 65 a 69 | 4     |
| 0     | 60 a 64 | 12    |
| 12    | 55 a 59 | 16    |
| 4     | 50 a 54 | 4     |
| 8     | 45 a 49 | 4     |
| 8     | 40 a 44 | 4     |
| 8     | 35 a 39 | 8     |
| 8     | 30 a 34 | 0     |
| 20    | 25 a 29 | 8     |
| 0     | 20 a 24 | 0     |
| 4     | 15 a 19 | 12    |
| 0     | 10 a 14 | 4     |
| 12    | 5 a 9   | 0     |
| 4     | 0 a 4   | 4     |

## Economia
El 2007 la població en edat de treballar era de 102 persones, 71 eren actives i 31 eren inactives. De les 71 persones actives 69 estaven ocupades (39 homes i 30 dones) i 2 estaven aturades (1 home i 1 dona). De les 31 persones inactives 12 estaven jubilades, 12 estaven estudiant i 7 estaven classificades com a «altres inactius».

### Ingressos
El 2009 a Saint-Paul-de-Tartas hi havia 104 unitats fiscals que integraven 221 persones, la mediana anual d'ingressos fiscals per persona era de 11.715 €.

### Activitats econòmiques
Dels 5 establiments que hi havia el 2007, 1 era d'una empresa de fabricació d'altres productes industrials, 2 d'empreses de construcció, 1 d'una empresa de comerç i reparació d'automòbils i 1 d'una empresa d'hostatgeria i restauració.
Dels 3 establiments de servei als particulars que hi havia el 2009, 2 eren fusteries i 1 restaurant.
L'any 2000 a Saint-Paul-de-Tartas hi havia 31 explotacions agrícoles que ocupaven un total de 1.428 hectàrees.

## Poblacions més properes
El següent diagrama mostra les poblacions més properes.